# 17 セブンティーン
『17 セブンティーン』（Telling Lies in America）は、1997年のアメリカ合衆国のドラマ映画。ガイ・ファーランド監督、ブラッド・レンフロ、 ケヴィン・ベーコン、マクシミリアン・シェル出演。ブラッド・レンフロとケヴィン・ベーコンは『スリーパーズ』に続けての共演である。

## ストーリー
1960年のオハイオ州クリーブランド、ボルティモアのラジオ局をクビになったラジオDJのビリーは、最後の望みとしてWHKラジオ局を訪れ、社長のセシル・シムズに雇ってくれるよう頼む。セシルから、分け前を渡すことを条件に雇ってもらえることになったビリーは、芸名をビリー・マジックとして活動する。
WHKでDJを始めたビリーは人気者となり、その放送を聴いていたハンガリー移民で、市民権を取得しようとする父のイストヴァンと2人で暮らしている17歳のカーチィ・ジョナスは、リスナーからの人気投票で選ばれビリーが発表する「ミスター・ハイスクール」になりたがっていた。しかしジョナスは父の意思に反して勉学を怠り、学校の成績はほとんどの教科で落第点をとっていた。そのため校長のノートン神父から将来の進路をどう考えているか問われるが、答えをはぐらかす。その後ジョナスは、アルバイト仲間のダイニー・マジェスキーに好意を持ち、仕事そっちのけで彼女に話しかけ続けるが、すべて受け流されていた。その彼女から、ミスター・ハイスクールに選ばれればデートしてもいいと言われたジョナスは、クラブに行きビリーを観察していた。ビリーの成功した姿を見たジョナスは、自分もいつか彼のようになると決意する。そして後日ジョナスは念願のミスター・ハイスクールに選ばれ、ビリーからラジオ局に招待される。だがそれを妬むいじめっ子で優等生のケヴィン・ボイルと喧嘩になり、ジョナスが持って歩いていたラジオが壊されてしまう。
ラジオ局を訪れたジョナスは本番中のビリーと会い、彼に人気投票が自作自演であることを見破られる。白を切るジョナスとレストランに来たビリーは、彼の根性を気に入りアシスタントとして雇ってもいいと伝える。そしてビリーの元で働き始めたジョナスは、父から勉学と両立できるか心配されるが、大丈夫だと話しアシスタントを続ける。その後彼は、ダイニーに約束通りミスター・ハイスクールに選ばれたことを報告しデートに誘う。セックスに持ち込もうと画策していたジョナスは、友人のアンディ・スタスから興奮剤を貰うが、彼の知識は誤りばかりだった。デートで見栄ばかり張り、DJが夢だと語るジョナスだが、現実的なダイニーから訛りがある彼には無理だと言われる。彼女が化粧直しに行った隙に、飲み物に興奮剤とされる薬を入れたジョナスは、帰りに具合が悪くなったダイニーを心配し、薬を渡したスタスを呼び付ける。しかし、ダイニーに薬を盛ったことがばれて2人は彼女の家を追い出される。

## キャスト
※括弧内は日本語吹き替え
- カーチィ・ジョナス - ブラッド・レンフロ（草尾毅）
- ビリー・マジック - ケヴィン・ベーコン（江原正士）
- イストヴァン・ジョナス - マクシミリアン・シェル（有本欽隆）
- ダイニー・マジェスキー - キャリスタ・フロックハート（木藤聡子）
- ノートン神父 - ポール・ドゥーリイ（島香裕）
- ケヴィン・ボイル - ジョナサン・リース＝マイヤーズ（成田剣）
- ヘンリー - ルーク・ウィルソン（柳沢栄治）
- エイモス・スミス - デイメン・フレッチャー（大黒和広）
- アンディ・スタス - ジェリー・スウィンドール（鳥海勝美）
- ジャスティン - K・K・ウッズ
- セシル・シムズ - ジェイムズ・キシッキー（水野龍司）
- ブラインド・キッド - J・J・ホーナ（私市淳）
- ダニー・ホーガン - トニー・デヴォン（秋元羊介）
- ディサプリ刑事 - ローン・トーマス（稲葉実）
- 受付嬢 - チューズデイ・ナイト（沢海陽子）

## スタッフ
- 監督：ガイ・ファーランド
- 脚本：ジョー・エスターハス
- 製作：フラン・ルーベル・クズイ（英語版）、ベン・マイロン（英語版）
- 製作総指揮：ナオミ・エスターハス、ミッキー・リデル、ブライアン・スワードストロム
- 撮影監督：レイナルド・ヴィラロボス
- プロダクションデザイナー：ジェームズ・A・ジェラルデン
- 編集：ジル・セイヴィット
- 衣裳デザイン：ローラ・バウアー
- 音楽：アンディ・ポリー（英語版）
- 吹替翻訳：徐賀世子
- 吹替演出：松川陸
- 吹替製作：ニュージャパンフィルム